# Utrdbe na Malti
Utrdbe na Malti so sestavljene iz številnih obzidanih mest, citadel, fortifikacij, stolpov, baterij, redut, jarkov in bunkerjev. Utrdbe so gradili več sto let, od okoli leta 1450 pr. n. št. do sredine 20. stoletja, in so posledica strateškega položaja malteških otokov in naravnih pristanišč, zaradi česar so bili zelo zaželeni za različne sile.
Najzgodnejše znane utrdbe na Malti so obrambni zidovi, zgrajeni okoli naselij iz bronaste dobe. Feničani, Rimljani in Bizantinci so zgradili številne obrambne zidove okoli pomembnih naselbin, vendar je danes ohranjenih zelo malo ostankov. V poznem srednjem veku so bile glavne utrdbe na Malti prestolnica Mdina, citadela na Gozu, Castrum Maris in nekaj obalnih stolpov ali razglednih točk.
Utrdbe na Malti so bile močno izboljšane, medtem ko je otokom med letoma 1530 in 1798 vladal red svetega Janeza. Hospitalci so zgradili nove utrdbe z bastijoni, kot sta utrdba Birgu in fortifikacije v Valletti, ter nadgradili srednjeveško obrambo. Do konca 18. stoletja je imela Malta obsežne utrdbe okoli Velikega pristanišča in Marsamxetta, pa tudi obalni obrambni sistem, ki so ga sestavljali stolpi, baterije, redute in okopi.
Po kratki francoski okupaciji so otoki leta 1800 padli pod britansko oblast. Med letoma 1870 in 1900 so okoli malteške obale in vzdolž Velike prelomnice zgradili številne poligonalne utrdbe in baterije. V 1930-ih in 1940-ih letih 20. stoletja so zgradili Fort Campbell, vrsto bunkerjev in številne protiletalske baterije in to so bile zadnje utrdbe, ki so bile zgrajene na Malti.
Malteške utrdbe veljajo za enega najboljših primerov vojaške arhitekture na svetu. Generalmajor Whitworth Porter iz Kraljevih inženirjev je Malto v svoji knjigi Zgodovina Malteške trdnjave iz leta 1858 označil za »najmočnejšo umetno trdnjavo na svetu«. V svoji knjigi The Story of Malta iz leta 1893 je Maturin Murray Ballou zapisal, da »v katerem koli delu sveta ni popolnejšega sistema utrdb, kot je kordon obrambnih struktur na Malti«.
Britanski arhitekt Quentin Hughes je malteške utrdbe označil za »neprimerljive zaradi čiste koncentracije in veličastnosti«, medtem ko je sodnik in zgodovinar Giovanni Bonello dejal, da »nikjer na svetu niso utrdbe tako obsežne, bolj impresivne, bolj izjemne kot na Malti«.

## Starodavne in srednjeveške utrdbe (pred 1530)
Prve utrdbe na Malti so bile zgrajene v bronasti dobi. Vsaj šest lokacij je bilo opredeljenih kot možna utrjena naselja. Najbolje ohranjena med njimi je vas Borġ in-Nadur, blizu sodobnega mesta Birżebbuġa. Okoli leta 1450 pred našim štetjem so prebivalci vasi zgradili 4,5 m visok bastijon v obliki črke D, da bi preprečili dostop do svoje vasi. Zid je bil zgrajen obrnjen proti notranjosti, kar kaže, da so se prebivalci vasi bolj bali napadov s kopnega kot z morja.
Okoli leta 700 pred našim štetjem so Feničani na eni najvišjih točk otoka, daleč stran od morja, ustanovili in utrdili mesto Maleth. Sčasoma je mesto prevzelo Rimsko cesarstvo in ga preimenovalo v Melite. Mesto so Arabci ponovno preimenovali v Medino, kar je privedlo do današnjega imena Mdina. Njegove utrdbe so bile skozi čas večkrat spremenjene in čeprav je bila večina med 16. in 18. stoletjem razstavljena in ponovno zgrajena, so med izkopavanji nedavno odkrili nekaj temeljev starodavnega punsko-rimskega obzidja, pa tudi različne srednjeveške ostanke.
Na Malti so našli ostanke več okroglih stolpov, ki naj bi segali v pozno punsko ali rimsko obdobje. Možno je, da so bili uporabljeni kot stražni stolpi, vendar nekateri zgodovinarji temu oporekajo, saj njihova lokacija v obrambnih sistemih ni smiselna.
Po besedah Al-Himyarīja so Arabci leta 870 zavzeli Malto, so oblegali, zajeli, oplenili in razstavili trdnjave.
Do leta 1241 sta bila Gran Castello ali Citadela na Gozu zagotovo utrjen, čeprav je naselje na hribu obstajalo že od bronaste dobe. Mestne utrdbe so bile z leti izboljšane, severno obzidje mesta, ki stoji še danes, pa je okoli 15. stoletja zgradila Aragonska krona.
Castrum Maris je bil zgrajen nekje v srednjem veku. Grad je zagotovo obstajal do 13. stoletja in je bil vpleten v bitko na Malti leta 1283. Do začetka 16. stoletja je pripadal družini de Nava.
Leta 1417 je imela lokalna milica vsaj 24 stražarnic okoli malteških otokov in v nekaterih primerih so bile na teh postojankah morda utrjene obalne stražarnice. Znano je, da so Aragonci leta 1488 zgradili enega od teh stolpov na St Elmo Pointu na polotoku Sciberras.

## Hospitalerske utrdbe (1530–1798)

### Pristaniško območje
Leta 1530 je cesar Karel V. Habsburški malteške otoke skupaj s severnoafriškim pristaniškim mestom Tripolis dal redu svetega Janeza. Vitezi so se naselili v mestu Birgu in ga postavili za svojo prestolnico. Kmalu po njihovem prihodu je red obnovil Castrum Maris in ga poimenoval Utrdba Saint Angelo. Kasneje so celotno mesto Birgu začeli obkrožati z novimi utrdbami, v podobnem slogu kot prejšnje obrambe reda na Rodosu. Birgujeva kopenska fronta je bila zgrajena do leta 1540. Po napadu leta 1551 je red spoznal potrebo po izgradnji več obrambe. Leta 1552 sta bili zgrajeni dve utrdbi: utrdba Saint Elmo na konici polotoka Sciberras, na mestu aragonskega stražnega stolpa, in utrdba Saint Michael v Senglei. Leta 1553 se je okoli utrdbe Saint Michael začelo graditi novo utrjeno mesto, ki so ga po velikem mojstru, ki ga je zgradil, poimenovali Senglea.
Leta 1565 so Osmani ponovno napadli v velikem obleganju Malte. Utrdba Saint Elmo je padla po hudih bojih (v katerih je bil ubit osmanski general Dragut Reis), vendar so vitezi zdržali v Birguju in Senglei, dokler ni prispela pomoč. Do konca obleganja je bila večina utrdb v napadih uničenih, zato so jih obnovili. Veliki mojster Jean Parisot de Valette se je odločil zgraditi novo utrjeno prestolnico na polotoku Sciberras. Prvi kamen novega mesta je bil položen leta 1566 in se je imenovalo Valletta. Mestno obzidje, ki je bilo zgrajeno predvsem v 1560-ih in 1570-ih, je ostalo večinoma nedotaknjeno do danes in vključuje bastijone, kavalirje, kontrastraže in jarek. Porušena utrdba Saint Elmo je bila obnovljena in vključena v mestno obzidje. Območje okrog sv. Elma je bilo pozneje v 17. stoletju večkrat okrepljeno, zlasti z izgradnjo Carafa Enceinte leta 1687.
Z razvojem novih tehnologij se je do 17. stoletja ugotovilo, da so bile utrdbe Vallette sicer dobro zasnovane, vendar niso bile dovolj močne, da bi zdržale močan napad. Zaradi tega so bile od leta 1635 do leta 1640 zgrajene linije Floriana, ki so obkrožale prvotno kopensko fronto Vallette. V 18. stoletju se je razvilo predmestje med črtami Floriana in kopensko fronto Vallette, ki je postalo znano kot Floriana, danes samostojno mesto.
Leta 1638 so se začele graditi linije Santa Margherita, ki so obkrožale kopenske fronte Birguja in Senglee. Dela so bila leta 1645 zaradi pomanjkanja sredstev prekinjena in so ostala nedokončana več let. Po padcu Candije v roke Osmanov leta 1669 se je začela graditi druga linija utrdb, Cottonera Lines, ki je obkrožala Birgu in Sengleo, pa tudi nedokončane linije Santa Margherita. Začeli so jih leta 1670, vendar so se dela leta 1680 ponovno ustavila zaradi pomanjkanja sredstev. Do takrat je bil zgrajen enceinte z bastijonom, čeprav drugi ključni deli še niso bili zgrajeni. Sčasoma je bilo v začetku 18. stoletja nekaj truda vloženega v dokončanje obeh linij Santa Margherita in Cottonera, čeprav nekatere od načrtovanih revelinov, kavalirjev, jarkov in drugih utrdb niso bile nikoli zgrajene. Utrdba San Salvatore je bila zgrajena na enem od bastijonov Cottonera Lines leta 1724.
Utrdba Ricasoli je bila zgrajena med letoma 1670 in 1698 in je obvladovala vzhodni krak Velikega pristanišča. Ima nepravilen tloris, ki sledi obali, z bastijoni, kurtinami in revelini. Kasneje v 18. stoletju so utrdbo dogradili. Utrdba Saint Angelo je bila prav tako obsežno spremenjena v 1690-ih, ko so jo nadgradili z izgradnjo različnih baterij in drugih obramb.
Od leta 1723 do 1733 je bila utrdba Manoel zgrajena na otoku Manoel v pristanišču Marsamxett, da bi zaščitila zahodno stran Vallette. Baročna utrdba je kvadratne oblike s štirimi vogalnimi bastijoni. To je bila zadnja večja utrdba, zgrajena z bastijonom na Malti. Zadnja večja utrdba reda na območju pristanišča je bila Fort Tigné, zgrajena na Tigné Pointu med letoma 1793 in 1795. Zgrajena je bila za zaščito vhoda v Marsamxett, skupaj s utrdbo Saint Elmo. Arhitektura utrdbe se zelo razlikuje od prejšnjih utrdb reda, in čeprav je zelo majhna po standardih 18. stoletja, je bila opisana kot ena najbolj revolucionarnih in vplivnih malteških utrdb, saj je zelo zgodnji primer poligonalne utrdbe. Britanci so pozneje v 19. stoletju zgradili številne druge poligonalne utrdbe.

### Mdina in Cittadella
Čeprav Mdina ni bila več glavno mesto, je red še vedno krepil obrambo mesta in njegovo srednjeveško obzidje postopoma nadgradil v trdnjavo smodnika. V 40. letih 15. stoletja, med magistratom Juana de Homedesa y Coscona, so na vogalih mestnega pročelja zgradili dva bastijona. Osrednji bastijon De Redin je zgradil veliki mojster Martin de Redin sredi 17. stoletja. Mesto je bilo poškodovano med potresom na Siciliji leta 1693, popravila pa so bila izvedena tekom 18. stoletja. Med obnovo je leta 1724 arhitekt Charles François de Mondion vhod v mesto nadomestil z večjimi vrati, zadnje spremembe pa so bile izvedene leta 1746, ko je bil dokončan Bastion Despuig. Obstajali so tudi drugi načrti za okrepitev mesta, vendar ti niso bili uresničeni, saj se je red osredotočil na utrdbe na območju pristanišča.
Red je izboljšal tudi obrambo citadele na Gozu. Leta 1551 je mesto opustošil osmanski napad, ki je skoraj celotno prebivalstvo Goza odpeljal v sužnje. Mestni vhod in južno obzidje sta bila kasneje v celoti obnovljena med letoma 1599 in 1622, čeprav je bilo severno obzidje mesta ohranjeno v prvotni srednjeveški obliki. Spremembe zgodnjega 17. stoletja so vključevale gradnjo bastijonov, kavalirjev, bunkerjev in baterije.

### Obalne utrdbe
Kljub pomembnim utrdbam v pristaniškem območju so preostali otoki ostali večinoma nebranjeni do 17. stoletja in so bili nagnjeni k napadom (kot je bil napad leta 1551). To se je spremenilo leta 1605, ko so zgradili stolp Garzes v Mġarru na otoku Gozo. Ta stražni stolp ne obstaja več, saj ga je britanska administracija leta 1848 porušila.
V naslednjih letih so okoli otokov zgradili več stolpov. Prva skupina, stolpi Wignacourt, je bila zgrajena med letoma 1610 in 1620. Zgradili so jih šest in so bili več kot le stražni stolpi, saj so tvorili pomembna oporna mesta, namenjena zaščiti ranljivih delov obale pred napadi. Od šestih stolpov se je eden zrušil okoli leta 1715, drugi pa je bil porušen leta 1888. Ostali štirje stolpi so preživeli do danes.
Med letoma 1637 in 1638 je bilo zgrajenih še sedem stolpov. Ti so bili veliko manjši od stolpov Wignacourt, saj so bili zgrajeni kot stražni stolpi in komunikacijska povezava, ki je bazo reda v Velikem pristanišču opozorila na napad. Leta 1647 so v Mellieħi zgradili stolp svete Agate. To je bil velik stolp, ki je bil namenjen kot oporišče in je bil zgrajen v slogu Wignacourtovih stolpov. Še dva stolpa sta bila zgrajena v Dwejri in Xlendiju na Gozu leta 1650 in 1652. Deset stolpov, zgrajenih med letoma 1637 in 1652, so skupaj znani kot Lascarisovi stolpi po velikem mojstru, ki jih je zgradil, in devet jih je preživelo do danes.
Druga vrsta stolpov je bila zgrajena med letoma 1658 in 1659. Skupaj je bilo zgrajenih štirinajst stolpov, ki so skupaj znani kot Redinovi stolpi. Ti so temeljili na Lascarisovih stolpih in so imeli enako funkcijo kot komunikacijska povezava. Na celinski Malti je bilo zgrajenih 13 stolpov z enakim oblikovanjem in 8 od teh je preživelo nedotaknjenih, medtem ko sta 2 v ruševinah. Štirinajsti stolp, Mġarr ix-Xini Tower, je bil zgrajen na Gozu leta 1661 z nekoliko drugačno zasnovo.
Zadnji obalni stražni stolp, ki je bil zgrajen, je bil Sopu Tower, ki je bil zgrajen na Gozu leta 1667. Stolp se je skoraj porušil, a so ga v začetku leta 2000 ponovno zgradili in je zdaj v dobrem stanju.
Od leta 1714 dalje je bilo okoli obal Malte in Goza zgrajenih približno 52 baterij in redut. Nekaj baterij je bilo zgrajenih okoli obstoječih obalnih stražnih stolpov, kot sta stolpa Qawra in Aħrax. Večina baterij je bila v preteklih letih uničenih ali pa so v ruševinah, nekatere pa so še bolj ali manj nedotaknjene, vključno z baterijami Mistra, Vendôme, Ferretti, St. Anthony's, Qolla l-Bajda in St. Preživelo je zelo malo redut, vključno z redutami Briconet, Ximenes in St. George. Med 1720-imi in 1760-imi so bili zgrajeni tudi različni okopi, tako okoli obale kot vzdolž nekaterih položajev v notranjosti. Ostanki nekaterih so še danes ohranjeni, vključno z utrdbo Naxxar in Louvier.
Od leta 1749 do 1760 je bila na otoku Gozo zgrajena utrdba Chambray. Namenjena je bila za novo utrjeno mesto, kot je Valletta, in sčasoma nadomestilaa Citadelo kot glavno mesto otoka. Ta je bila neuspešna in na koncu je bila zgrajena le utrdba. Med francosko okupacijo leta 1798 je bilo nekaj akcij, vendar se je njen pomen sčasoma zmanjšal. V 19. stoletju so jo preuredili v bolnišnico. V 1990-ih so notranjost utrdbe začeli preurejati, vendar so zunanji bastijoni in nekatere barake ostali nedotaknjeni.
Med letoma 1793 in 1795 so stolp sv. Lucije in njegovo baterijo utrdili z jarkom in ograjenim prostorom, podobnim jarku, kompleks pa so po vladajočem velikem mojstru Emmanuelu de Rohan-Polducu preimenovali v utrdba Rohan. Večino utrdb, z izjemo samega stolpa, so Britanci pozneje v 19. stoletju razstavili in ponovno zgradili, ime utrdba Rohan pa se je opustilo.
Poleg viteških utrdb so različni posamezniki ali družine skozi leta gradili svoje utrdbe. To so bile predvsem utrjene rezidence ali zasebni stražni stolpi. Pomemben ohranjeni primer je stolp Mamo, zgrajen leta 1657 v Marsaskali.

## Francoska okupacija (1798–1800)
Francozi so izgnali Malteški red med sredozemsko kampanjo leta 1798 in red se je po nekaj dneh predal. Maltežani, ki so sprva pozdravili francoske okupatorje, so se po nekaj mesecih uprli zaradi številnih reform in plenjenja cerkva. Uporniki so prevzeli nadzor nad Gozom, ki je za kratek čas postal neodvisen, pa tudi nad Mdino ter mesti in vasmi glavnega otoka, pri čemer so Francozi ostali blokirani v dobro branjenem pristaniškem območju.
Malteški uporniki so ob pomoči Britancev na hitro zgradili različne utrdbe, namenjene predvsem odvračanju morebitnega francoskega protinapada, hkrati pa so obstreljevali francoske položaje v pristaniškem območju. Vstajniki so imeli različne tabore, možje v teh taboriščih pa so bili odgovorni za številne baterije, redute in okope v bližini. Najpomembnejše baterije so bile baterije Corradino, baterije Għargħar, baterije Tal-Borg in baterije Tas-Samra.
Utrdbe so obdajale celotno pristaniško območje in se raztezale vse od Sliema do Kalkare. Zasnova baterij je temeljila na obalnih baterijah in okopih, ki jih je zgradil red v 18. stoletju, medtem ko so večino okopov sestavljali dolgi odseki sten iz ruševin. Oboroženi so bili s puškami, vzetimi iz obalnih utrdb, kot je Marijin stolp. Uporabnost utrdb je bila preizkušena leta 1799, ko so uporniške baterije odbile francoski protinapad iz Fort Manoela.
Nobena od teh utrdb ni ohranjena nedotaknjena, čeprav je še vedno mogoče videti nekatere že obstoječe zgradbe, ki so bile uporabljene kot blokovne hiše. Baterija San Rocco, ena od utrdb upornikov, je bila lokacija, kjer je bila pozneje v poznem 19. stoletju zgrajena utrdba Saint Rocco.

## Britanske utrdbe (1800–1979)

### 19. in zgodnje 20. stoletje
Britanci so leta 1800 prevzeli malteške otoke kot protektorat, kasneje pa kot kolonijo leta 1813. Sprva so uporabljali utrdbe Hospitalcev brez kakršnih koli sprememb. Po takratni vojaški teoriji je sredozemska flota Kraljeve mornarice veljala za najzanesljivejšo zaščito pred invazijo in dejansko je britanski civilni komisar Henry Pigot leta 1801 želel porušiti večino utrdb v Valletti, čeprav to ni bilo nikoli storjeno. V britanskem obdobju so bile različne utrdbe reda večkrat ponovno oborožene, preurejene in spremenjene, da bi bile v koraku z najnovejšo vojaško tehnologijo.
V 1850-ih so Britanci zgradili trdnjavo Verdala in retrenchment sv. Klementa na območju Cottonera, medtem ko je bila v Valletti zgrajena baterija Lascaris. Kasneje v 19. stoletju so bili deli linij Cottonera, Santa Margherita Lines in utrdbe Senglee porušeni, da bi naredili prostor za razširitve ladjedelnice Malta. V 19. in 20. stoletju so Britanci gradili vojašnice na različnih delih otoka, kot sta Tigné Point in Pembroke.
Leta 1866 je polkovnik William Jervois izdelal poročilo z naslovom Memorandum o izboljšavah obrambe Malte in Gibraltarja, ki so bile potrebne zaradi uvedbe železnih ladij in močnih pušk s puškami, v katerem je Malti (skupaj z Gibraltarjem, Halifaxom in Bermudi) podelil status imperialne trdnjave. Program za izboljšanje malteških utrdb se je začel kmalu zatem in zgradili so številne nove poligonalne utrdbe in baterije, vključno s Sliema Point Battery (1872), Fort St. Rocco (1872–73) in Fort Leonardo (1875–78).
Od leta 1871 do 1880 so Corradino Lines gradili na Corradino Heights. Zemeljska dela in jarek v obliki črke V sta bila namenjena zaščiti pristanišča in pristanišča pred napadi s kopnega. V zgodnjih 1900-ih so jih opustili zaradi napredka v tehnologiji, čeprav so se ponovno začeli uporabljati v drugi svetovni vojni.
Od leta 1875 so vzdolž severnega dela Malte gradili Viktorijino linijo, prvotno znano kot severozahodna fronta, ki so jo ločevale od bolj naseljenega juga. Obrambni sistem je bil sestavljen iz linije utrdb, obdanih z obrambnimi stolpi, skupaj z vkopi in strelnimi mesti. Načrtovanih je bilo več topniških baterij, vendar sta bili dejansko zgrajeni le bateriji San Giovanni in bateriji Tarġa. Vzdolž linije so bile zgrajene tudi tri utrdbe: Fort Binġemma, Fort Madalena in Fort Mosta. Linije so bile dokončane leta 1899, vendar so vaje leta 1900 dokazale, da imajo dvomljivo obrambno vrednost, in celoten sistem je bil razgrajen leta 1907, z izjemo obalnih stolpov. Danes so se deli linij porušili, drugi deli na podeželju, vključno s tremi utrdbami, pa še vedno živijo. Druga utrdba, Fort Pembroke, je bila zgrajena med letoma 1875 in 1878, da bi pokrila vrzel med Victoria Lines in pristaniškim območjem.
Britanci so zgradili tudi številne utrdbe za zaščito pristanišča Marsaxlokk. Sem spadajo utrdba San Lucian (1874–78), trdnjava Delimara (1876–88), utrdba Tas-Silġ (1879–83). Leta 1881 in 1882 sta bili v Marsaxlokku in Marsaskali zgrajeni baterija svetega Pavla in baterija Żonqor.
Po oborožitvi italijanskih železarjev Duilio in Enrico Dandolo s 100-tonskimi topovi, so se Britanci bali italijanskega napada na Malto, saj bi lahko ladje streljale na malteške baterije in jih uničile drugo za drugo, medtem ko so bile izven dosega svojih topov. Da bi to preprečili, so Britanci zahtevali izdelavo štirih 100-tonskih topov. Dva od teh sta bila nameščena na Malti, Cambridge Battery in Rinella Battery pa sta bili zgrajeni posebej za namestitev teh topov. Gradnja baterij se je začela leta 1878 in so bile končane do leta 1886. Top v Rinelli še vedno obstaja.
Od leta 1888 do 1910 je bila zgrajena nova serija utrdb za namestitev topov z zaklepnim polnjenjem. To so bile Della Grazie Battery, Spinola Battery, Garden Battery, Wolseley Battery, Pembroke Battery in Fort Benghisa. Slednja je bila zadnja poligonalna utrdba, zgrajena na Malti.

### Svetovne vojne in posledice
Po začetku 20. stoletja je bilo na Malti zgrajenih le malo utrdb. Vendar pa so nove vojaške objekte, kot so letališča, začeli graditi v prvi svetovni vojni, ko sta bila zgrajena baza za hidroletala RAF Kalafrana in letališče v Marsi. V medvojnem obdobju in drugi svetovni vojni je bilo zgrajenih več letališč, vključno z RAF Hal Far, RAF Ta Kali, RAF Luqa, RAF Safi, RAF Krendi in Ta' Lambert Airfield.
Od abesinske krize leta 1935 dalje so Britanci na Malti zgradili veliko bunkerjev za obrambo v primeru italijanske invazije. Mnogi drugi so bili zgrajeni med drugo svetovno vojno. Številni bunkerji še vedno obstajajo, zlasti na severovzhodnem delu otoka. Nekaj jih je bilo obnovljenih in zanje skrbijo, veliko drugih pa je bilo porušenih. Nekatere še vedno uničujejo, saj se nimajo nobene arhitekturne ali zgodovinske vrednosti.
Zadnja utrdba, ki je bila zgrajena na Malti, je bila Fort Campbell, ki je bila zgrajena v bližini mesta Mellieħa med letoma 1937 in 1938. Zasnova utrdbe je popolnoma drugačna od prejšnjih utrdb na Malti, saj je bila zasnovana za boj proti novi grožnji zračnega bombardiranja. Imela je nepravilen tloris, njen obod pa so varovale mitralješke postojanke in nekaj strelnic. Stavbe v notranjosti so bile razpršene, da se ne bi ustvarjala koncentracija stavb. Utrdba še vedno obstaja, čeprav je večinoma v ruševinah.
Med drugo svetovno vojno so bile v Valletti zgrajene vojne sobe Lascaris, ki so služile kot vojaški štab za obrambo Malte. Kasneje so jih uporabili v poveljstvu zavezniške invazije na Sicilijo. Med vojno so v apnenčasto skalo otokov izkopali tudi številna zaklonišča pred zračnimi napadi, bodisi vlada bodisi posamezniki ali družine, da bi zaščitili civilno prebivalstvo Malte pred italijanskim ali nemškim zračnim bombardiranjem. Veliko zavetišč še vedno obstaja, nekaj pa jih je odprtih za javnost.
Med vojno je bilo zgrajenih tudi veliko protiletalskih baterij, topovskih položajev in radarskih postaj.
Številne utrdbe so bile razgrajene med 1950 in 1970. Nekatere so pustili zapuščene, druge pa so uporabili za različne namene, kot so zasebne rezidence, restavracije, policijske postaje ali kmetije. Nekatere vojašnice, na primer tiste v Mtarfi in Pembroku, so bile spremenjene v stanovanjska naselja.
Malteške oborožene sile še vedno uporabljajo več utrdb in zgodovinskih vojaških zgradb, kot so vojašnica Luqa, utrdba Madalena in trdnjava Mosta.

## Stanje danes

### Konserviranje in restavriranje
Danes je arhitekturna in zgodovinska vrednost malteških utrdb splošno priznana, mnoge pa služijo tudi kot turistične atrakcije. Vse utrdbe so bile vključene na Seznam starin iz leta 1925 in skoraj vse preživele utrdbe hospitalcev so zdaj navedene na nacionalnem popisu kulturnih dobrin Malteških otokov, nacionalnem registru dediščine Malte. Utrjeno mesto Valletta je od leta 1980 Unescov seznam svetovne dediščine. Druge utrdbe okoli pristaniškega območja Malte, utrjeni mesti Mdina in Citadela ter Viktorijine linije so od leta 1998 na poskusnem seznamu svetovne dediščine.
Od 1970-ih so nekatere utrdbe, zlasti tiste, ki so bile zapuščene, propadale in bile pogosto opustošene. Vendar pa je bilo od začetka 21. stoletja več utrdb obnovljenih ali pa so v obnovi.
Nacionalni sklad Malte, Din l-Art Ħelwa, je bil odgovoren za obnovo številnih obalnih utrdb Hospitalcev od 1970-ih dalje. Stolpi in baterije, ki jih je obnovil Din l-Art Ħelwa, vključujejo stolp Wignacourt (1975–76 in 2003), stolp Mamo (1994–95), stolp Għallis (1995), baterijo sv. Marije (1996–97 in 2003–04), stolp Dwejra (1997), stolp sv. Marka (1997–98), Stolp sv. Agate (1999–2001), Stolp sv. Marije (2002 in 2005) in Stolp Sopu (2004). Din l-Art Ħelwa trenutno obnavlja baterijo sv. Antona in stolp Xlendi.
Fondazzjoni Wirt Artna je tudi obnovil številne malteške utrdbe, vključno s Saluting Battery in Rinella Battery. Trenutno obnavlja baterijo Mistra.
Od leta 2001 dalje je MIDI plc začel z obnovo utrdbe Fort Manoel kot del svojega projekta otoka Manoel. Obnova je vključevala obnovo kapele sv. Antona Padovanskega, ki je bila bombardirana med drugo svetovno vojno. Leta 2008 je MIDI obnovil tudi Fort Tigné kot del razvoja Tigné Pointa. Vrtna baterija iz 19. stoletja, za katero se domneva, da je bila uničena v drugi svetovni vojni, je bila ponovno odkrita med projektom Tigné Point in MIDI se je odločil, da jo tudi obnovi.
Prvi načrti za obnovo utrdb Valletta, Birgu, Mdina in Citadela so bili izdelani leta 2006.
Leta 2008 se je začela obnova v Mdini, Birguju in Citadeli. V Mdini so nekateri bastijoni začeli drseti po glinastih pobočjih zato so v stene vstavljali jeklene palice, da bi jih okrepili. Med potekom obnove so bili najdeni številni arheološki ostanki, vključno z ostanki punsko-rimskega in srednjeveškega obzidja Mdine, bastijona in kaponirja v Birguju, prvotnega vhoda v Citadelo in številnih drugih elementov.
V Valletti se je obnova začela leta 2010, projekt pa je bil opisan kot »največji v stoletju«. Skvoterji so bili izseljeni z javnih zemljišč okoli utrdb. Obnova zgornjega dela utrdbe Saint Elmo je bila zaključena leta 2015. Kapela sv. Roka na kontragardi sv. Mihaela, ki je bila bombardirana med drugo svetovno vojno, je bila obnovljena leta 2014 kot del obnove.
Dele utrdb Senglee so začeli obnavljati leta 2015.

## Center za predstavitev utrdb
Center za predstavitev utrdb (FIC) je javna ustanova, namenjena komuniciranju in razstavljanju malteške vojaške arhitekture. Je v stavbi, ki meji na bastijon sv. Andreja, ki je del mestnega obzidja Vallette. Stavba je bila prvotno skladišče odporno na bombe in topniška šola, ki je bila zgrajena nekje med vladavino Huguesa Loubenxa de Verdalle v poznem 16. stoletju. Najvišje nadstropje je bilo uničeno v drugi svetovni vojni, preostali del stavbe pa je bil kasneje uporabljen kot izpitna dvorana. Objekt je bil v projektu, sofinanciranem iz Evropskega sklada za regionalni razvoj, obnovljen in zgornje nadstropje obnovljeno, FIC pa je bil odprt 16. februarja 2013.
FIC vključuje vodnike z informacijami o utrdbah na Malti, ki se vračajo k prvim utrdbam v Borġ v Nadurju in se osredotočajo zlasti na tiste, ki so jih zgradili red in Britanci. Vsebuje modele malteških utrdb, pa tudi informativne table, ki opisujejo utrdbe po vsem svetu, s čimer postavijo malteške utrdbe v kontekst.